# Words and Pictures
Words and Pictures è un film del 2013 diretto da Fred Schepisi.

## Trama
Jack Marcus, alcolista, è docente di letteratura e scrittore dal talento ormai inaridito, combatte da tempo una lotta contro la dipendenza dei giovani dai media e dai voti scolastici, cercando di incoraggiare i suoi studenti a una maggiore valorizzazione della parola scritta. Dina Delsanto, arrivata da poco, sofferente di artrite reumatoide, insegna arte presso la stessa scuola, con il quale gareggia per far apprezzare piuttosto l'uso delle immagini e della raffigurazione pittorica. Tra di loro scatterà una scintilla e finiranno a letto a casa di lei. Di notte lui si sveglia, e dopo aver scolato una bottiglia di vodka, in preda alla sbornia va a sbattere contro l'ultimo quadro che Dina aveva realizzato, rovinandolo. Arrabbiatissima lo caccia e non gli parlerà più. Pentito, si disintossicherà, seguendo un gruppo di sostegno. Rivelerà che la poesia, che aveva fatta sua per un test, in realtà l'aveva scritta il figlio, per questo, consegnerà le dimissioni, confermando che quelle le ha scritte lui. Per non creare troppo disagio agli alluni gli faranno concludere l'anno scolastico. La Delsanto farà un lungo periodo di malattia per un intervento al ginocchio. Al ritorno, entrambi gli insegnanti sottopongono gli alunni a una serie di prove, per capire se siano effettivamente più potenti le parole o le immagini; attraverso queste continue sfide tra i due si instaura un forte legame, che li aiuterà a superare gli ostacoli della vita.

## Distribuzione
La pellicola è stata presentata in anteprima alla 38ª edizione del Toronto International Film Festival il 7 settembre 2013; in Italia è stata distribuita dalla Adler Entertainment nel novembre 2014.

## Riconoscimenti
- Candidatura al Palm Springs International Film Festival 2014: premio del pubblico al miglior film (Fred Schepisi)